# 미사토정 (미야기현)
미사토정(일본어: 美里町 미사토마치[*])은 일본 미야기현 북부 도다군의 정이다.

## 지리
오사키 평야에 위치한 나루세강변의 평탄한 지형이다.

## 역사
- 2006년 1월 1일 - 도다군 고고타정·난고정이 합병해 성립하였다.

## 인구
| 연도 | 인구   | ±%    |
| ---- | ------ | ----- |
| 1960 | 28,793 | —     |
| 1970 | 26,722 | −7.2% |
| 1980 | 28,152 | +5.4% |
| 1990 | 28,164 | +0.0% |
| 2000 | 27,395 | −2.7% |
| 2010 | 25,190 | −8.0% |

## 교통

### 철도
- 동일본 여객철도
  - 도호쿠 본선
  - 리쿠우토선
  - 이시노마키선

### 도로
- 국도 108호선
- 국도 346호선